# Onoclea hintonii
Onoclea hintonii là một loài dương xỉ trong họ Onocleaceae. Loài này được F. Ballard Christenh. mô tả khoa học đầu tiên năm 2011.